# 伊斯奇林縣

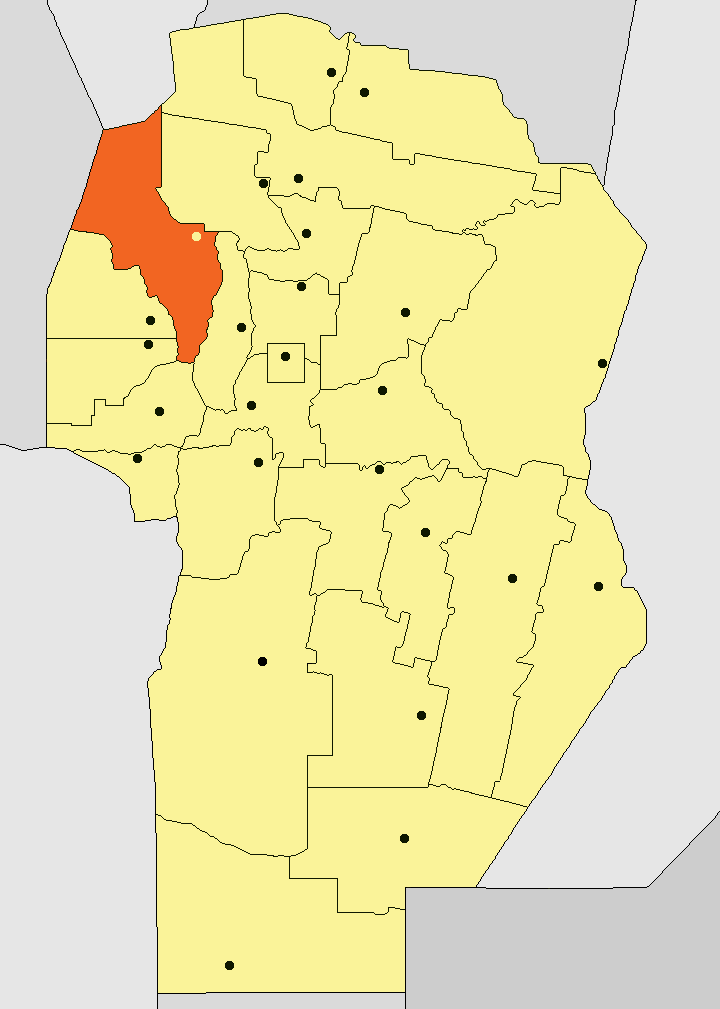

30°25′S 64°20′W / 30.417°S 64.333°W
伊斯奇林縣（西班牙語：Departamento Ischilín），是阿根廷的縣份，位於該國中部科爾多瓦省，首府設於德安富內斯，面積5,123平方公里，該地區的地震活動頻繁和低強度，2010年人口31,312，人口密度每平方公里6.11人。